# Projekt „Przybysze i autochtoni”
Projekt „Przybysze i autochtoni” – archeologiczne badania powierzchniowe na terenie irackiego Kurdystanu prowadzone jako podprojekt w ramach koncesji UGZAR (Upper Greater Zab Archaeological Reconnaissance) – badań kierowanych przez prof. Rafała Kolińskiego z UAM. Podprojektem, którego pełna nazwa brzmi „Przybysze i autochtoni. Osadnictwo w okresach Późnego Chalkolitu i Niniwa 5 w dorzeczu Górnego Zabu” kieruje dr hab. Dorota Ławecka z Instytutu Archeologii UW, a instytucjonalnymi organizatorami są Uniwersytet im. Adama Mickiewicza w Poznaniu oraz Centrum Archeologii Śródziemnomorskiej Uniwersytetu Warszawskiego. Badania rozpoczęły się w 2013 roku.

## Opis badań
Archeologiczne badania powierzchniowe w ramach projektu prowadzone są w dorzeczu Górnego Zabu. Ich celem jest analiza odkrytych na tym terenie archeologicznych pozostałości datowanych na późny Chalkolit i okres Niniwa 5. Miała wtedy miejsce ekspansja kultury Uruk z południowej Mezopotamii na tereny ościenne. O ile proces ten został dość dobrze poznany na obszarze północnej Syrii i południowej Turcji, to na temat północnego Iraku wiadomo w tym aspekcie niewiele. Badania potwierdziły tezę, że kultura Uruk sięgała doliny Wielkiego Zabu. Głównym zadaniem projektu było zatem rozpoznanie osad, na których występuje ceramika z późnego okresu kultury Uruk. Analizie poddano południowomezopotamskie formy naczyń ceramicznych oraz formy rodzime, aby ustalić relację ilościową pomiędzy nimi, co może pozwolić na określenie stopnia powiązania danego stanowiska z kulturą z południa. W trakcie badań zarejestrowano 28 stanowisk z ceramiką datowaną na okres późnego Chalkolitu.